# Battaglia di Quipaipan
La battaglia di Quipaipan fu un conflitto combattuto nel 1532 tra Atahualpa e Huáscar, nel corso della guerra civile Inca. Il suo esito fu decisivo per la soluzione della guerra.
Dopo la vittoria di Chimborazo, Atahualpa si fermò a Cajamarca mentre i suoi generali proseguivano inseguendo Huáscar verso sud. Il secondo confronto ebbe luogo a Quipaipan, dove Huascar venne di nuovo sconfitto, il suo esercito disperso, lo stesso Huáscar catturato e l'intero impero Inca cadde in mano ad Atahualpa.

## Storia
Oggi gli storici sanno che la battaglia si svolse circa tre chilometri ad ovest della capitale Inca di Cuzco, nell'aprile del 1532. Secondo il numero di soldati che Atahualpa tenne a Cajamarca, dopo la battaglia di Chimborazo (circa 80 000 uomini), i suoi generali Chalcochima e Quizquiz avrebbero guidato un contingente compreso tra i 50 000 ed i 100 000 uomini. L'esercito di Huáscar era probabilmente di poco inferiore in numero e sconfortato, dato che era da poco stato battuto violentemente in Ecuador.
Si sa poco di questa battaglia, tranne che i generali di Atahualpa ottennero una vittoria decisiva. Frantumarono di nuovo l'armata di Huáscar, catturandolo e, poco dopo, conquistandone la capitale Cuzco per conto di Atahualpa. La guerra civile era dunque conclusa, ed Atahualpa sarebbe stato l'unico imperatore fino all'arrivo di Francisco Pizarro a Cajamarca.